# Greta Călinescu

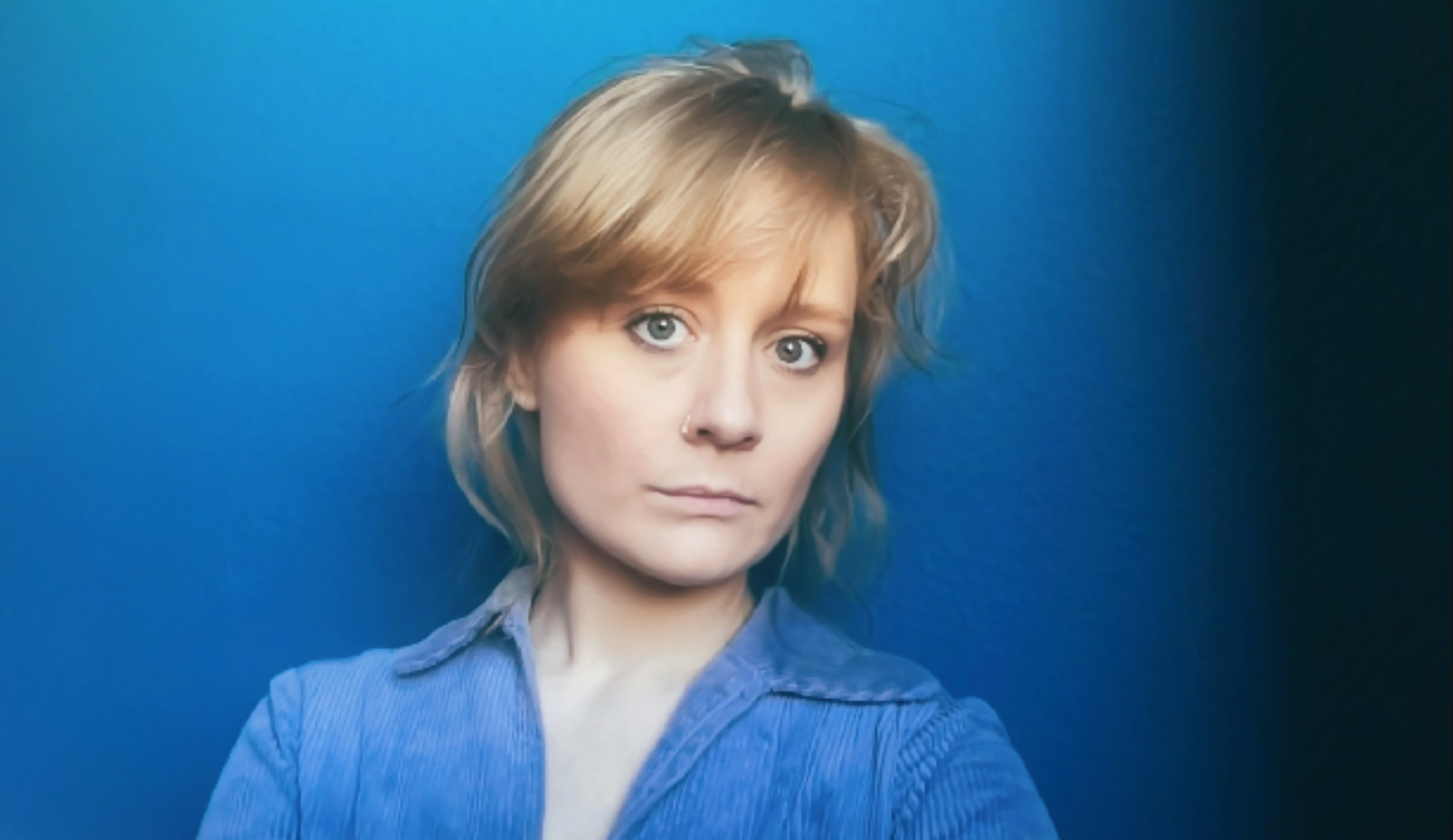
Greta Călinescu, 2025

Greta Călinescu (* 1988 in Würzburg) ist eine deutsche Theaterregisseurin, künstlerische Produktionsleiterin und designierte Intendantin des Theater Ulm.

## Leben
Călinescu wuchs in München und Ulm auf. Nach dem Abitur studierte sie Theaterwissenschaft und Islamische Kunstgeschichte an der Ludwig-Maximilians-Universität München sowie Dokumentarfilmregie und Fernsehpublizistik an der Hochschule für Film und Fernsehen München. Zu ihren Dozenten gehörte unter anderem Werner Herzog. Sie hospitierte und assistierte unter anderem am Residenztheater München, bei Dieter Dorn, den Münchner Kammerspielen und dem Deutschen Theater Berlin und bei Matthias Lilienthals Ausgabe des Festivals Theater der Welt in Mannheim.
Noch während ihres Studiums wurde sie Regieassistentin am Nationaltheater Mannheim bei Burkhard C. Kosminski, wo ihre ersten eigenen Inszenierungen entstanden.
Zur Spielzeit 2018/2019 wechselte sie mit Jan Philipp Gloger ans Staatstheater Nürnberg, wo sie als geschäftsführende Produktionsleiterin und Teil der Leitung der Sparte Schauspiel künstlerisch-kuratorisch in der Programmgestaltung der Nachtetage tätig ist und sich für Außenprojekte unter Einbindung verschiedener Communities verantwortlich zeichnet. In ihren verschiedenen Positionen arbeitete sie u. a. mit Jan-Christoph Gockel, Simon Meienreis, Rieke Süßkow, Cosmea Spelleken, Max Czollek, Burkhard C. Kosminski und Jan Philipp Gloger zusammen.
Als Teil des Jahrgangs 2022 schloss sie die Weiterbildung der LMU München „Theater,- und Musikmanagement“ ab.
Ab der Spielzeit 2026/2027 wird Greta Călinescu das Theater Ulm als erste Intendantin leiten.

## Inszenierungen (Auswahl)
- Nationaltheater Mannheim, Diverse: Scheene Leich – ein wunderbares Begräbnis[8]
- Nationaltheater Mannheim, Händl Klaus: Dunkel lockende Welt
- Staatstheater Nürnberg, Diverse: ich schick Dir meine Stimme zu Besuch[9]
- Staatstheater Nürnberg, Thomas Perle: Willkommen zurück – ein Heimatabend[10]
- Tafelhalle Nürnberg, Simon Meienreis: Tell me Morlock about me